# Fares
Fares er en dansk dokumentarfilm fra 2014 instrueret af Thora Lorentzen.

## Handling
Fares, en 14-årig dreng fra Tunesien, hænger ud på gaden sammen med sin bedste ven Aziz, som udfordrer ham i tvivlsomme retninger. Tanken om et bedre liv i Europa optager Fares' tanker, mens den lokale breakdance-skole tilbyder et mere konkret alternativ til hans færden på gaden. Men det kræver mod at træde i karakter på scenen og konfrontere de udfordringer, der ligger foran én.